# Espaço Ciência Viva
O Espaço Ciência Viva  é uma organização não governamental de educação em ciências, divulgação científica e cultural, e um museu interativo e participativo de ciências brasileiro. O grupo foi criado em 1982 por um grupo de cientistas, pesquisadores e educadores interessados em tornar a ciência mais próxima do cotidiano do cidadão comum. E registrou-se se como Sociedade Civil sem fins lucrativos (atual Associação Civil sem fins econômicos) em 1983.

## Histórico
O Espaço Ciência Viva foi o primeiro museu interativo, participativo e itinerante de ciências do Brasil, fundado em 1982 por um grupo de cientistas, pesquisadores e educadores interessados em tornar a Ciência mais próxima do cotidiano do cidadão comum.
O Espaço Ciência Viva tem parcerias com alguns centros e grupos de pesquisa do Rio de Janeiro, como o Instituto de Ciências Biomédicas e o Instituto de Biofísica da UFRJ, desenvolvendo projetos de extensão universitária em educação e divulgação científicas; o Centro de Ciências do Rio de Janeiro (CECIERJ) com o qual desenvolveu ações do projeto "Praça da Ciência Itinerante" na década de 1990 e 2000, e com o Grupo de Astronomia do Espaço Ciência Viva que realiza atividades de observação astronômica, com seus telescópios apontados para o céu, dando um colorido especial aos visitantes que observam estrelas e planetas.
O embrião do Espaço Ciência Viva surgiu das iniciativas de Divulgação Científica e Melhoria do Ensino de Ciências criados no início da década de 1980, tal como o projeto pioneiro de divulgação "Seis e Meia da Ciência", da Regional-Rio da Sociedade Brasileira para o Progresso da Ciência, em 1981.
Dois anos depois, diferente de outras ações realizadas dentro de instituições, um grupo de cientistas, buscando uma forma de divulgação de ciências que levasse as pessoas a experimentar por si mesmas, optou pela realização de eventos em praça pública.
O primeiro evento foi sobre a Vida do Mar, realizado nas calçadas do Paredão da Urca, no Rio de Janeiro.
Aliado a outro grupo experiente em "ir aonde o público está", criou as Noites do Céu, com a participação do grupo de Teatro de Rua, Tá na Rua, coordenado pelo ator e diretor Amir Haddad.
Ao longo dos cinco primeiros anos de existência, a equipe desenvolveu diferentes tipos de eventos realizados em praças públicas, comunidades carentes e parques urbanos do Rio de Janeiro e outras cidades, atingindo um público médio de mil pessoas por evento.
Em 1986, com interveniência da Secretaria de Planejamento do Estado do Rio de Janeiro, o Espaço Ciência Viva obteve a cessão, por parte da Companhia do Metropolitano do Rio de Janeiro, de um imóvel - um terreno e galpão de 1.600 m², localizado na Tijuca, próximo à Praça Saens Peña para a instalação do 1º Museu Participativo de Ciências do Rio de Janeiro.
E, no dia 3 de outubro de 1987 o Espaço Ciência Viva abriu suas portas para um público de mais de duas mil pessoas que puderam ter contato direto com uma série de experimentos.
Em 2005, foi assinado com a VITAE B-13718/1 o projeto "Revitalização do Museu do Espaço Ciência Viva", com o objetivo de atualizar os cerca de 60 módulos e experimentos instalados no Galpão, além de criar uma nova programação visual e aquisição de mobiliário especial. Na mesma época, a Instituição se propôs a imprimir esta interatividade para o meio virtual, através de sua homepage.
Em dezembro de 2005, foi lançado o projeto Ciência Viva Virtual, com a participação de uma equipe multidisciplinar. Em 2012, a homepage do projeto foi reformulada com o apoio da FAPERJ e novos recursos de interatividade foram inseridos.